# 労働安全衛生法及びこれに基づく命令に係る登録及び指定に関する省令
労働安全衛生法及びこれに基づく命令に係る登録及び指定に関する省令（ろうどうあんぜんえいせいほうおよびこれにもとづくめいれいにかかるとうろくおよびしていにかんするしょうれい、昭和47年9月30日労働省令第44号）は、検査代行機関、検定代行機関及び指定教習機関の基準を定めた厚生労働省令である。
制定当時の際名は製造時等検査代行機関等に関する規則で、2003年の改正の際に登録製造時等検査機関等に関する規則に改題され、2009年の改正の際に現在の題名に改題された。
労働安全衛生規則に基づき定められたものである。
本規則は次のような構成になっている。
- 第1章 総則（第1条）
- 第1章の2 登録衛生工学衛生管理者講習機関（第1条の2―第1条の2の2の15）
- 第1章の3 登録安全衛生推進者等養成講習機関（第1条の2の2の16―第1条の2の15）
- 第1章の4 指定産業医研修機関（第1条の2の16―第1条の2の30）
- 第1章の5 指定産業医実習機関（第1条の2の31―第1条の2の44）
- 第1章の6 登録適合性証明機関（第1条の2の44の2―第1条の2の44の16）
- 第1章の7 登録製造時等検査機関（第1条の2の45―第1条の11）
- 第1章の8 指定外国検査機関（第1条の12―第1条の25）
- 第2章 登録性能検査機関（第2条―第10条の3）
- 第3章 登録個別検定機関（第11条―第19条の2）
- 第3章の2 登録型式検定機関（第19条の3―第19条の12）
- 第3章の3 検査業者（第19条の13―第19条の24）
- 第3章の3の2 登録検査業者検査員研修機関(第19条の24の2―第19条の24の2の15)
- 第3章の3の3 登録較正機関（第19条の24の2の16―第19条の24の16）
- 第3章の3の4 登録発破実技講習機関（第19条の24の17―第19条の24の31）
- 第3章の3の5 登録ボイラー実技講習機関（第19条の24の32―第19条の24の46）
- 第3章の4 指定試験機関（第19条の25―第19条の38）
- 第4章 登録教習機関（第20条―第25条の3）
- 第4章の2 指定保存交付機関（第25条の3の2―第25条の3の16）
- 第4章の3 登録コンサルタント講習機関（第25条の4―第25条の19）
- 第4章の4 指定筆記試験免除講習機関（第25条の20―第25条の32）
- 第5章 指定コンサルタント試験機関（第26条―第38条）
- 第6章 指定登録機関（第39条―第52条）
- 第7章 登録計画作成参画者研修機関（第53条―第67条）
- 第8章 指定労働災害防止業務従事者講習機関（第68条―第81条）
- 第9章 指定就業制限業務従事者講習機関（第82条―第95条）
- 第10章 指定記録保存機関（第96条―第109条）
- 第11章 指定除染等業務記録保存機関（第110条―第123条）
- 附則